# Gaius Suetonius Ianuarius
Gaius Suetonius Ianuarius war ein im 2. Jahrhundert n. Chr. lebender Angehöriger des römischen Ritterstandes (Eques).
Durch eine Inschrift, die bei Bir Oum Ali gefunden wurde, ist belegt, dass Ianuarius Präfekt der Cohors I Chalcidenorum war, die zu diesem Zeitpunkt in der Provinz Numidia stationiert war.